# Балье, Дуда
Дуда Балье (род. 16 октября 1977, Призрен, САК Косово) — косовский политик боснийского происхождения. Как участница Коалиции Вакат, она была депутатом парламента Косова с 2001 по 2017 год. Она возглавляла Комиссию по правам человека, гендерному равенству, пропавшим без вести лицам и петициям. На своей странице в Facebook она заявила, что будет голосовать против нового Гражданского кодекса, который узаконит однополые браки. Она решила проголосовать против, поскольку это не соответствует её религиозным убеждениям.

## Личная жизнь
Балье имеет степень магистра наук в области экономики бизнеса и степень доктора философии в управлении персоналом.
Она замужем и имеет троих детей.